# Ton Pentre Football Club
Il Ton Pentre Football Club è una società calcistica gallese con sede nella città di Ton Pentre, attualmente milita nella Welsh Football League Division One.
La squadra viene soprannominata "Rhondda Bulldogs", e gioca le partite casalinghe allo Ynys Park, Ton Pentre, Rhondda Cynon Taff. La divisa in casa e tutta rossa, mentre la divisa in trasferta e tutta blu.

## Storia
La squadra fu fondata nel 1935, sebbene esistesse due anni prima una società col nome di Ton Pentre F.C., fondata nel 1896. La precedente società del Ton Pentre F.C., raggiunse la finale di Welsh Cup nel 1922, perdendo per 2-0 contro il Cardiff City al Tonypandy.
Dopo la seconda guerra mondiale, la Welsh National League (South) aveva reintrodotto la Division One e la Division Two, organizzate in sezioni East e West, e i due vincitori venivano promossi al posto di quelli retrocessi dalla Division One. Il Ton Pentre vinse la Division Two (West) e divenne il primo campione.
Il 15 novembre 1986, il Ton Pentre ha sfidato il Cardiff City allo Ynys Park nel primo turno di FA Cup. Alla partita erano presenti 2.000 spettatori, i ‘Bluebirds’ vinsero per 4-1, mentre per il Ton Pentre l'unico goal fu fatto da Gareth Bees.
La squadra fu poi invitata a far parte della League of Wales (ora conosciuta come Welsh Premiership) creata nel 1992. Il Ton Pentre tuttavia preferiva essere promosso sul campo per i loro meriti, venendo poi promosso l'anno successivo.
Nelle prime due stagioni di League of Wales, la squadra arrivò due volte terza, partecipando tra l'altro alla Coppa Intertoto 1995.
Dal 1996, la squadra vinse sei volte la Welsh League Championship (1997/98, 1998/99, 1999/2000, 2000/01, 2001/02 e 2004/05).
La squadra vinse poi due volte la Welsh League Challenge Cup, aggiungendole al proprio palmarès. In Welsh Cup, la squadra ha sempre dimostrato di essere all'altezza, specialmente nelle stagioni 2001-2002 e 2002-2003, perdendo contro due squadre di Welsh Premier. In entrambi i casi, la squadra fu eliminata in semifinale, rispettivamente dal Barry Town (2-0) dopo i tempi supplementari, e poi perdendo per 2-1 contro il Cwmbran Town, dopo aver condotto la partita per 1-0, perdendo a otto minuti dal termine. Sfiorando così l'accesso alla Coppa UEFA, in quanto il Barry Town (che era arrivato in finale), era già qualificato alla Champions League, dato che aveva vinto il campionato.

## Organico

### Rosa 2014-2015
| N. |                   | Ruolo | Calciatore    |
| -- | ----------------- | ----- | ------------- |
| 1  | Galles (bandiera) | P     | Neil Collins  |
| 2  | Galles (bandiera) | D     | Thomas Davies |
| 3  | Galles (bandiera) | D     | Craig Rees    |
| 4  | Galles (bandiera) | D     | Lewis Hydes   |
| 5  | Galles (bandiera) | D     | Ross Porter   |
| 6  | Galles (bandiera) | D     | Adam Lewis    |
| 7  | Galles (bandiera) | C     | George Daly   |
| 8  | Galles (bandiera) | C     | Leon Young    |
| 9  | Galles (bandiera) | C     | Craig Reddy   |

| N. |                   | Ruolo | Calciatore      |
| -- | ----------------- | ----- | --------------- |
| 10 | Galles (bandiera) | C     | Lloyd Toghill   |
| 11 | Galles (bandiera) | C     | Andre Griffiths |
| 12 | Galles (bandiera) | C     | Richard Ingram  |
| 13 | Galles (bandiera) | C     | Josh Powell     |
| 14 | Galles (bandiera) | C     | Adam Raymond    |
| 15 | Galles (bandiera) | A     | Rameer Outlaw   |
| 16 | Galles (bandiera) | A     | Ross Fowler     |
| 17 | Galles (bandiera) | A     | Jaymie Wearn    |
| 18 | Galles (bandiera) | A     | Dorian Sweet    |

## Palmarès

### Competizioni nazionali
- Welsh Football League: 11

1957-1958, 1960-1961, 1973-1974, 1981-1982, 1992-1993, 1997-1998, 1998-1999, 1999-2000, 2000-2001, 2001-2002, 2004-2005
- Welsh Football League Cup: 2

1998-1999, 2000-2001
- Welsh Football League Division One: 10

1907-1908, 1914-1915, 1960-1961, 1992-1993, 1997-1998, 1998-1999, 1999-2000, 2000-2001, 2001-2002, 2004-2005
- Welsh Football League Division Two: 1

2010-2011

### Altri piazzamenti
- Welsh Premier League:

Terzo posto: 1993-1994, 1994-1995
- Coppa del Galles:

Finalista: 1921-1922
- Welsh League Cup:

Finalista: 1994-1995

## Calciatori
- Moses Russell
- Alex Lawless
- Harry Hanford